# Melicope patulinervia
Melicope patulinervia là một loài thực vật có hoa trong họ Cửu lý hương. Loài này được (Merr. & Chun) C.C. Huang mô tả khoa học đầu tiên năm 1957.